# The Outside Woman
The Outside Woman è un film muto del 1921. Non si conosce con certezza il nome del regista che non viene riportato nei credit del film. La sceneggiatura di Douglas Bronston si basa su All Night Long, lavoro teatrale di Philip Bartholomae e Paul B. Sipe.

## Trama

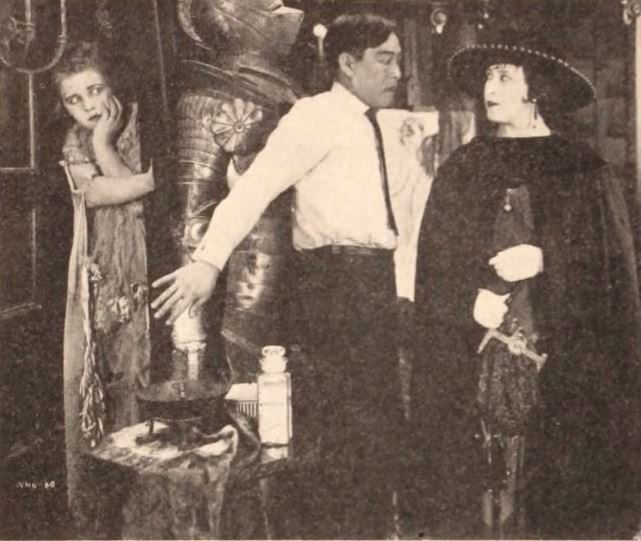
Wanda Hawley, Misao Seki, Rosita Marstini

A Dorothy, giovane sposina del dottor Frederick Ralston, un venditore ambulante propone un bello scialle di seta. Ma lei non ha i soldi per pagarlo e, decisa ad averlo, offre all'uomo in cambio una statuetta che appartiene al marito. Lo scambio viene accettato e lei, felice, si prende lo scialle, ignara che la statuetta, che lei reputa una cianfrusaglia, sia in realtà un idolo azteco di grande valore. Il prezioso idolo, intanto, è finito nelle mani del vicino di casa, il signor Cambridge, un artista che vive lì con sua moglie, e che, conscio dell'ottimo affare che stava facendo, l'ha ricomprata dall'ambulante per pochi soldi. Dorothy, scoprendo di avere combinato un bel guaio, cerca di recuperare la statuetta e, attraverso la scala antincendio, si intrufola nella casa dei vicini, trovando Cambridge svenuto, messo al tappeto da un colpo di jujitsu del suo domestico giapponese. Dopo averlo rianimato, ricompra da lui l'idolo in cambio di un bacio. I due vengono sorpresi nella stanza dall'arrivo del signor Ralston, da quello dell'infuriata signora Cambridge e da quello della polizia, venuta a indagare. Dopo un po' di confusione, le cose vengono chiarite e la pace torna in famiglia.

## Produzione
Il film fu prodotto dalla Realart Pictures Corporation.

## Distribuzione
Il copyright del film, richiesto dalla Realart Pictures, fu registrato l'8 febbraio 1921 con il numero LP16127.

Il film uscì nelle sale statunitensi nel febbraio 1921.
Non si conoscono copie ancora esistenti della pellicola che viene considerata presumibilmente perduta.